# Born (album)
Born – EP japońskiego zespołu D’espairsRay wydane 28 kwietnia 2004 roku. CD zostało wydane ponownie (bez DVD) 21 lipca 2004 z powodu wielkiego zainteresowania fanów i błyskawicznego wyprzedania wszystkich egzemplarzy.
Wszystkie utwory zawarte w albumie zostały skomponowane przez Karyu. Autorem wszystkich tekstów jest Hizumi 

## Lista utworów
CD1:
1. "Born" – 4:49
2. "Marry of the Blood" – 8:45
3. "Murder Freaks" – 4:52
4. "Yami ni Furu Kiseki (闇に降る奇跡)" – 6:39
5. "Quarter Void" – 4:31
6. 83. "Secret Track (＠シークレット・トラック＠)" – 1:56

CD2 (DVD, tylko wraz z pierwszym wydaniem):
1. "Gärnet" – 4:24